# Stazione di Campomarino
La stazione di Campomarino è una stazione ferroviaria della ferrovia Adriatica a servizio del comune di Campomarino.

## Strutture e impianti
La stazione è gestita da Rete Ferroviaria Italiana (RFI), che la colloca nella categoria "Bronze". Il piazzale ferroviario presenta due binari, collegati mediante sottopassaggio pedonale. Il binario di corretto tracciato è il binario 2. Il binario 1 è accessibile con deviata a 60 km/h lato Chieuti e a 30 km/h lato Termoli. Sono possibili ingressi contemporanei con treno dispari in II e treno pari in I.